# استیون وینسنت (بازیکن فوتبال)
استیون وینسنت (انگلیسی: Stéphen Vincent؛ زادهٔ ۲ سپتامبر ۱۹۸۶) بازیکن فوتبال اهل فرانسه است.
از باشگاه‌هایی که در آن بازی کرده‌است می‌توان به باشگاه فوتبال سن-اتین، باشگاه فوتبال کن، و باشگاه فوتبال پاریس اف سی اشاره کرد.